# Цветков, Валерий Анатольевич
Валерий Анатольевич Цветков (род. 1964) — российский учёный-экономист, специалист в области экономики и управления народным хозяйством, член-корреспондент РАН (2008).

## Биография
Родился 5 октября 1964 года в Москве.
В 1988 году — окончил Московский энергетический институт.
В 1997 году — защитил кандидатскую диссертацию, тема: «Финансово-промышленные группы в системе рычагов стабилизации экономики России».
В 2002 году — защитил докторскую диссертацию, тема: «Макроэкономические проблемы формирования и развития финансово-промышленных групп в российской экономике».
В 2005 году — присвоено учёное звание профессора.
В 2008 году — избран членом-корреспондентом РАН.
С 1995 года работает в Институте проблем рынка РАН, пройдя путь от старшего научного сотрудника до директора института (с 2014 года).
В 2024 году уволен с должности директора Института проблем рынка РАН

## Научная деятельность
Автор и соавтор более 250 научных работ, общим объёмом 300 п.л., в том числе 48 монографий, общим объёмом более 300 п.л.
Основные научные результаты:
- разработал методические основы теории экономического развития в условиях нестабильности и концепции инновационно-инвестиционного и опережающего развития в трансформационной экономике;
- разработал и апробировал оригинальные модели по совершенствованию способов регулирования циклических колебаний макроэкономической динамики и стратегии опережающего развития;
- предложил качественно новую методику оценки влияния производственной интеграции на состояние производственно-хозяйственных комплексов с учетом определения общих и особенных условий и факторов экономического роста;
- определил основные закономерности формирования и особенности функционирования крупных экономических районов как специфических объектов экономического планирования и развития с учетом возможных путей их интегрирования в мировое хозяйство.

Координатор Программы Отделения общественных наук РАН «Модернизация и экономическая безопасность России» (2015) и Программы Отделения общественных наук РАН «Национальная экономическая безопасность России в условиях обострения объективных и инициированных рисков и угроз» (2016)
Ведет преподавательскую деятельность в Государственном университете управления и в Рязанском государственном радиотехническом университете.
Под его руководством защищены 8 кандидатских и докторских диссертаций.
Вице-президент Ассоциации финансово-промышленных групп России.
- Рыночные механизмы модернизации российской экономики в условиях развития процессов глобализации. Раздел в кн.: Россия в глобализирующемся мире: модернизация российской экономики /Под ред. акад. Д. С. Львова, чл.-корр. РАН Г. Б. Клейнера. — М. : Наука, 2007. — 422 с. (Экономическая наука современной России) (в соавт.).
- Экономические системы: кибернетическая природа развития, рыночные методы управления, координация хозяйственной деятельности корпораций /Под общ. ред. акад. Н. Я. Петракова, д.э.н., проф. В. И. Видяпина, д.э.н., проф. Г. П. Журавлевой. — М.: ИНФРА-М, 2008. — 384 с. — (Научная мысль) (в соавт.).
- Корпоративные структуры в рыночной экономике. Учебно-методическое пособие. — М., ИПР РАН, ГУУ, 2004.
- Корпоративные структуры в современной рыночной экономике. — М.: «БУК, лтд.», 2000 (в соавт.).
- Организационно-структурные формы корпоративных объединений в современной рыночной экономике. — М.: «БУК, лтд.», 1999 (в соавт.).
- Финансово-промышленные группы РФ: полученный опыт и прогностические тенденции дальнейшего развития. — М.: «Планета», 1999 (в соавт.).
- Транснациональные финансово-промышленные группы и межгосударственная экономическая интеграция: реальность и перспективы. — М.: АФПИ еженедельника «Экономика и жизнь», 1998.
- Финансово-промышленные группы: история создания, международный опыт, российская модель. — М.: АФПИ еженедельника «Экономика и жизнь», 1997.

## Награды
- Медаль «В память 850-летия Москвы»
- Лауреат конкурса «Лучшие экономисты Российской академии наук» (2002—2003)

## Критика
По сведениям Диссернета, при его участии защищены 5 диссертаций, в которых выявлены некорректные заимствования, а также 2 статьи с авторством, вызывающим вопросы.